# Sigrid Lorenzen Rupp
Sigrid Lorenzen Rupp (geboren 1943 in Bremerhaven als Sigrid Lorenzen; gestorben 27. Mai 2004 in Palo Alto) war eine deutsch-amerikanische Architektin. Sie führte das Architektenbüro SLR Architects in Palo Alto.

## Leben
Sigrid Lorenzen wurde 1943 in Bremerhaven geboren. Im Jahr 1953 emigrierte die Familie nach Oakland im US-Bundesstaat Kalifornien. Als Kind erlebte sie den Bauboom im Nachkriegsdeutschland und begann, sich für Architektur zu interessieren. Sie studierte Architektur an der Universität von Kalifornien, Berkeley bei Joseph Esherick, Harold Stump und Donald Reayund. Nach ihrem Abschluss 1966 arbeitete sie für mehrere Unternehmen in der Bay Area. Im Jahr 1976 gründete Sigrid Lorenzen Rupp ihr eigenes Architekturbüro, die SLR Architects, dem sie bis 1989 vorstand. Sie war Mitglied des American Institute of Architects (AIA) und Direktorin der AIA-Sektion Santa Clara in Kalifornien.
Sie engagierte sich für Frauenrechte und war Mitglied der Organization of Women Architects (OWA), der Union Internationale des Femmes Architectes (UIFA) und Vorsitzende der California Women in Environmental Design (CWED).
Sie war mit Steven Rupp verheiratet. Sie verstarb im Mai 2004 an einem Magenkrebs, der ein halbes Jahr zuvor diagnostiziert worden war.

## Werk
Schwerpunkte ihrer Arbeit waren die Entwürfe für Unternehmen des Silicon Valley, darunter Amdahl Corporation, Apple Computer, Claris, IBM, Sun Microsystems und Tandem Computers. Zu ihren bedeutenderen Projekten gehören ferner das Press Building und das Storey House an der Stanford University sowie die Wiederherstellung und Modernisierung der Raychem Corporation. Daneben entwarf sie zahlreiche Einzelhandelsgeschäfte, Büros und Privathäuser sowie Modernisierungen und Umbauten älterer Gebäude.

## Auszeichnungen
Rupps Entwurf einer Testanlage für Apple gewann einen Ehrenpreis des American Institute of Architects (AIA).
Seit 2012 vergibt die UC Berkeley den von ihr initiierten, nach Sigrid Lorenzen Rupp benannten Berkeley-Rupp-Preis zur Förderung von Frauen in der Architektur und für Arbeiten, die sich durch besondere Nachhaltigkeit und soziales Engagement auszeichnen. Der Preis wird alle zwei Jahre vergeben. Er ist mit einhunderttausend US-Dollar dotiert sowie mit der Möglichkeit verbunden, sich im Rahmen einer Semesterprofessur am College of Environmental Design (CED) der UC Berkeley zu betätigen.
Ihr Nachlass wurde in das International Archive of Women in Architecture aufgenommen.